# Альціоній пальчастий
Альціоній пальчастий (Alcyonium digitatum) — вид коралових поліпів із ряду Alcyonacea.

## Опис
Розгалуження коралу нагадують за формою кисть руки і досягає у висоту зазвичай 10, рідше 15 сантиметрів. Забарвлення корала біле, жовте, світло-оранжеве або рожеве. Для закріплення на ґрунті в організмі є невеликі вапнякові голки. Як майже всі корали, утворює колонію тварин, яка складається з безлічі окремих поліпів. Усередині колонії проходить безліч вузьких, невеликих каналів, за якими окремі особини взаємодіють один з одною. Поліпи довжиною 1 сантиметр мають вісім щупалець. На відміну від більшості родинних видів з тропічних морів, вони не живуть в симбіозі з зооксантеллами і живляться виключно планктоном. Оскільки формою і кольором корал нагадує руку мерця, він отримав в англійській мові назва dead man's finger (аналогічну назву в німецькій мові Tote Mannshand).

## Поширення
Це єдиний корал в Північному морі, який зустрічається також в європейській частині Атлантичного океану, в протоці Ла-Манш і західній частині Балтійського моря.

## Спосіб життя
Корал живе на глибині більше 20 метрів на скелястих субстратах, раковинах молюсків, панцирах ракоподібних, затонулих корпусах кораблів, викинутих за борт банках і пляшках, стінах молів і опорах мостів, у верхній зоні припливів і відпливів і глибше.
Спостерігаючи за коралами в акваріумі протягом всього дня, можна помітити єдиний ритм, завдяки якому колонія змінюється. В активній фазі вся колонія наповнюється водою, і невеликі поліпи піднімаються значно вище поверхні води, щоб зловити невеликі планктонні організми. У зморщеному стані (в стані спокою), окремі тварини повністю ховаються, залишаючи на поверхні лише невеликі бородавки. Колонія формується шляхом брунькування від одного індивідуума. Тварини різностатеві. З статевих бруньок, розташованих на перегородках порожнини, гамети потрапляють у відкриту воду і там запліднюються. Потім з них з'являються дрібні личинки з війками (мірацидії), які закріплюються на дні і дають життя новій колонії. У Середземному морі мешкає споріднений вид Alcyonium palmatum.